# Nobuya Abe
Nobuya Abe (阿部 展也; nato Yoshibumi (芳文); Niigata, 4 febbraio 1913 – Roma, 6 maggio 1971) è stato un pittore giapponese in stile occidentale.
Si stabilì a Roma dopo il 1959 e vi rimase fino alla sua morte.